# Leichtathletik-Europameisterschaften 1986/Diskuswurf der Frauen

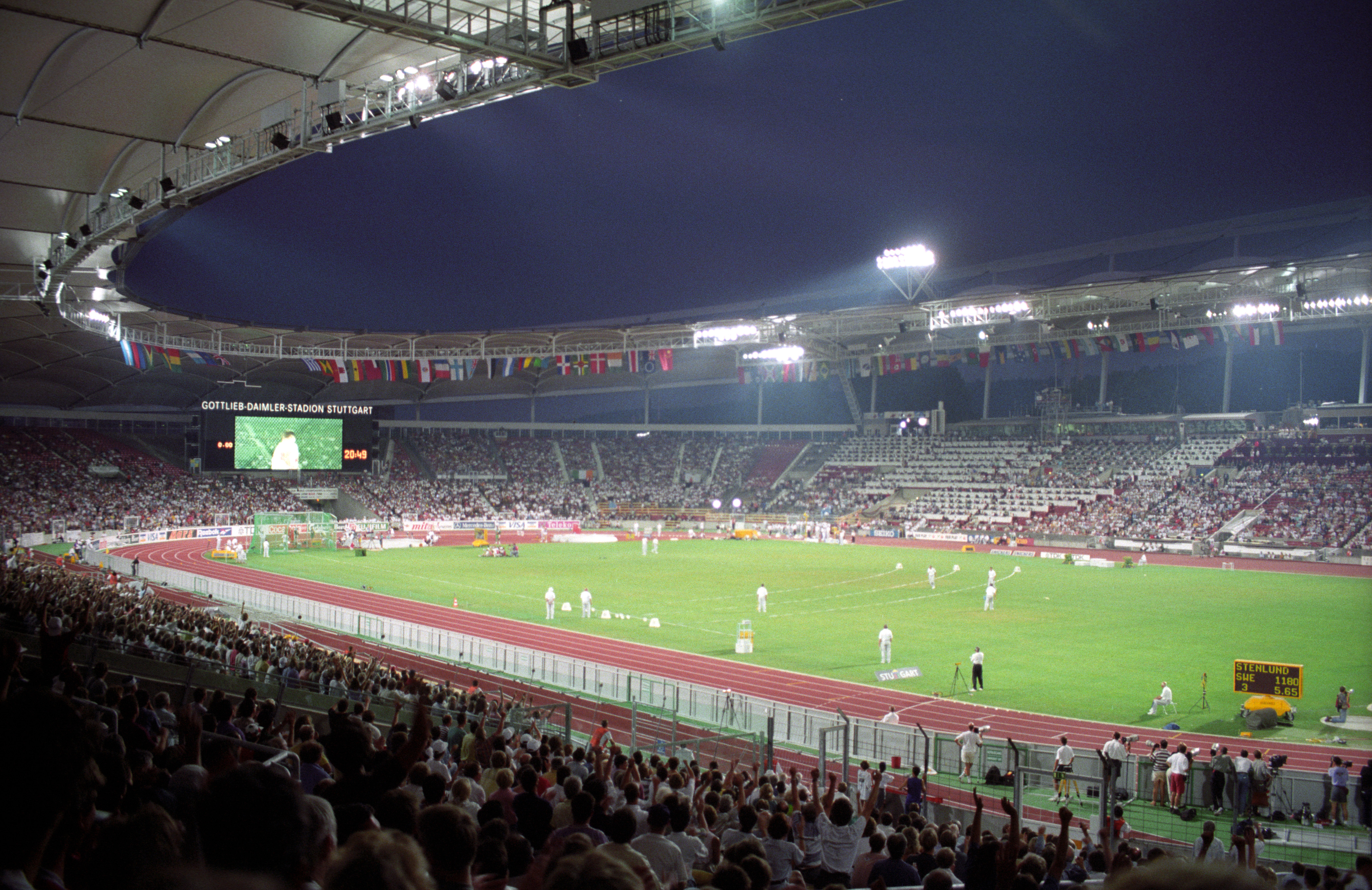
Das Stuttgarter Neckarstadion (heute MHPArena) bei den Leichtathletik-Weltmeisterschaften 1993

Der Diskuswurf der Frauen bei den Leichtathletik-Europameisterschaften 1986 wurde am 28. August 1986 im Stuttgarter Neckarstadion ausgetragen.
In diesem Wettbewerb gab es mit Gold und Bronze zwei Medaillen für die Diskuswerferinnen der DDR. Europameisterin wurde Diana Sachse, spätere Diana Gansky. Auf den zweiten Platz kam die bulgarische Titelverteidigerin Zwetanka Christowa. Martina Hellmann, als Martina Opitz Weltmeisterin von 1983, errang die Bronzemedaille.

## Rekorde

### Bestehende Rekorde
| Weltrekord           | 74,56 m | Zdeňka Šilhavá | Nitra, Tschechoslowakei (heute Slowakei) | 26. August 1984   |
| Europarekord         | 74,56 m | Zdeňka Šilhavá | Nitra, Tschechoslowakei (heute Slowakei) | 26. August 1984   |
| Meisterschaftsrekord | 69,00 m | Faina Melnik   | EM Rom, Italien                          | 6. September 1974 |

### Rekordverbesserung
Europameisterin Diana Sachse aus der DDR verbesserte den bestehenden EM-Rekord am 28. August um 2,36 m auf 71,36 m. Den Welt- und Europarekord verfehlte sie um 3,20 m.

## Doping
In diesem Wettbewerb gab es einen nachträglich geahndeten Dopingfall:

Die zunächst siebtplatzierte Rumänin Daniela Costian wurde des Verstoßes gegen die Antidopingbestimmungen überführt. Ihr Resultat wurde annulliert, die hinter ihr rangierenden Werferinnen rückten um jeweils einen Rang nach vorne. Außerdem erhielt Daniela Costian eine Sperre von 24 Monaten.

## Durchführung
Bei nur vierzehn Teilnehmerinnen entfiel die für den 27. August 1986, 10:30 Uhr vorgesehene Qualifikation, alle Athletinnen traten gemeinsam zum Finale an.

## Legende
Kurze Übersicht zur Bedeutung der Symbolik – so üblicherweise auch in sonstigen Veröffentlichungen verwendet:
| CR  | Championshiprekord                    |
| DOP | disqualifiziert wegen Dopingvergehens |

## Finale

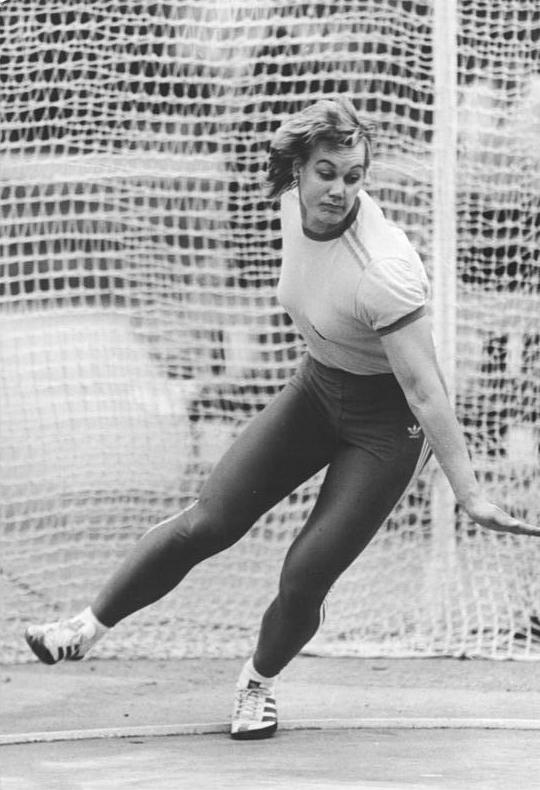
Europameisterin Diana Sachse – in den beiden Folgejahren wurde sie WM-Zweite (1987) und Olympiazweite (1988)
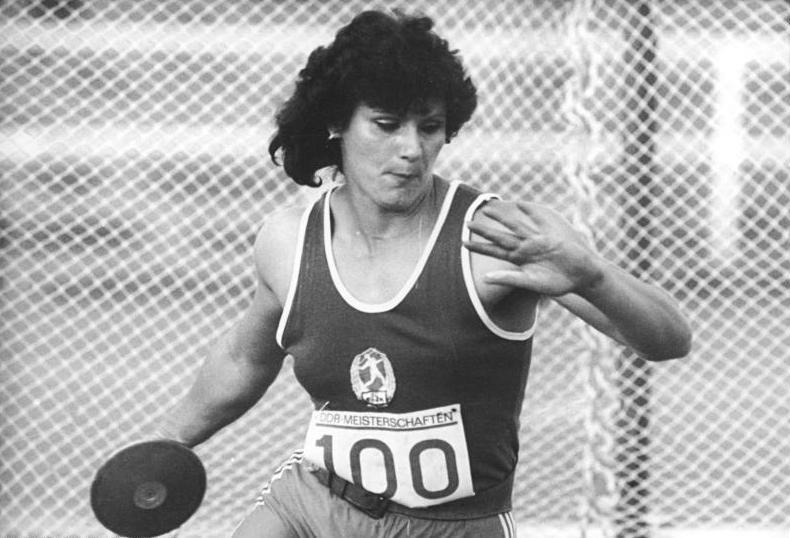
Die amtierende Weltmeisterin Martina Hellmann gewann Bronze – 1987 wurde sie ein zweites Mal Weltmeisterin und errang 1988 Olympiagold
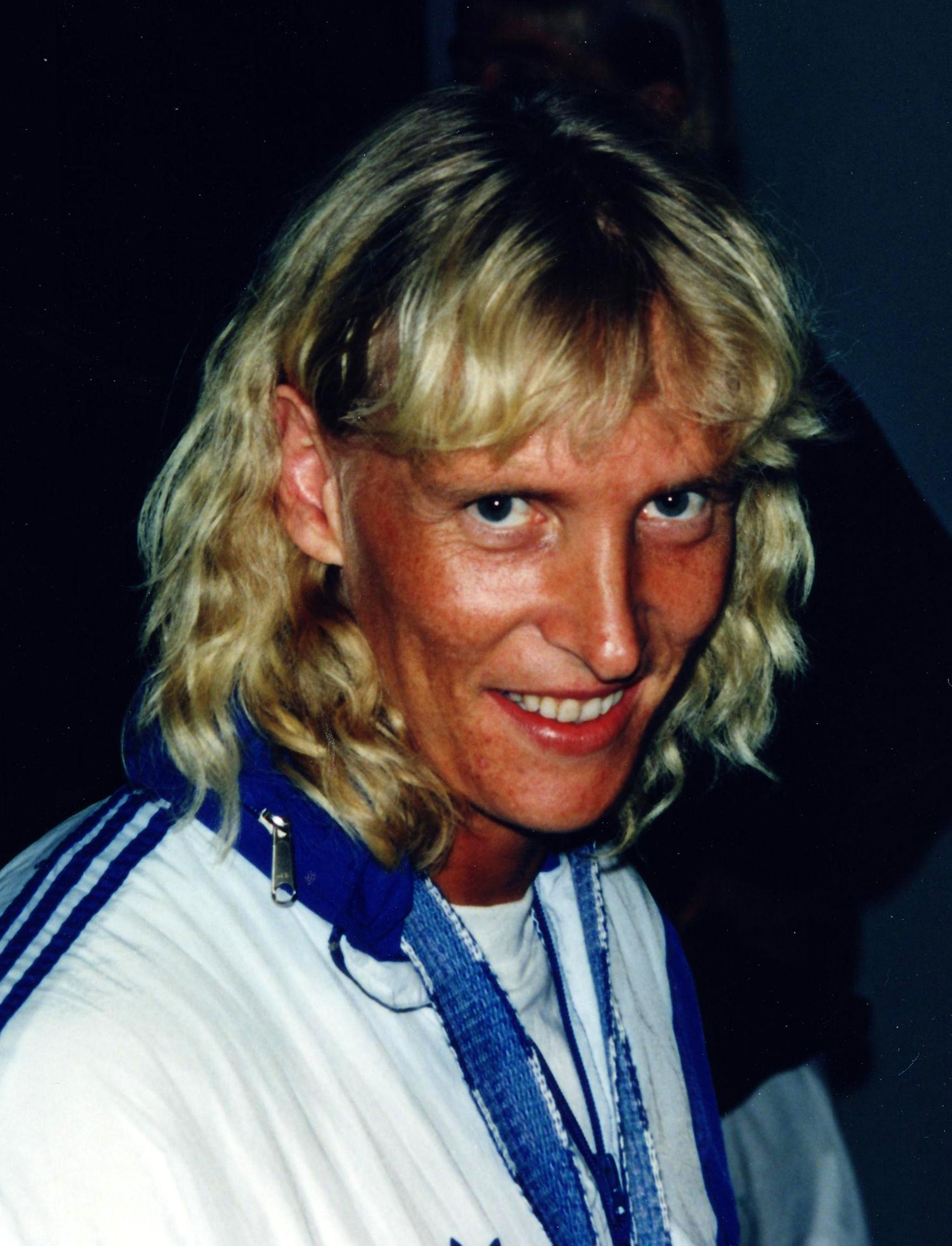
Mette Bergmann kam auf den elften Platz

28. August 1986, 17:00 Uhr
| Platz | Name               | Nation         | Weite (m) |
| ----- | ------------------ | -------------- | --------- |
| 1     | Diana Sachse       | DDR            | 71,36 CR  |
| 2     | Zwetanka Christowa | Bulgarien      | 69,52000  |
| 3     | Martina Hellmann   | DDR            | 68,82000  |
| 4     | Irina Meszynski    | DDR            | 65,20000  |
| 5     | Svetla Mitkova     | Bulgarien      | 63,98000  |
| 6     | Galina Jermakowa   | Sowjetunion    | 63,20000  |
| 7     | Renata Katewicz    | Polen          | 58,36000  |
| 8     | Claudia Losch      | BR Deutschland | 56,54000  |
| 9     | Stephanie Storp    | BR Deutschland | 56,46000  |
| 10    | Mette Bergmann     | Norwegen       | 53,58000  |
| 11    | Venissa Head       | Großbritannien | 52,04000  |
| 12    | Snežana Golubic    | Jugoslawien    | 48,80000  |
| 13    | Ursula Weber       | Österreich     | 45,58000  |
| DOP   | Daniela Costian    | Rumänien       | 61,42000  |

## Videolinks
- Discus Throw Womens Final IAAF European Championships 1986, www.youtube.com, abgerufen am 18. Dezember 2022
- 1986 European Championships – Women's discus throw (11 ATTEMPTS), www.youtube.com, abgerufen am 18. Dezember 2022
- 246 Diana Sachse, Discus Throw, www.youtube.com, abgerufen am 18. Dezember 2022